# Verkehr in Kirgisistan
Der Verkehr in Kirgisistan wird maßgeblich von der stark gebirgigen Landschaft geprägt. Die Verkehrswege müssen starke Höhenunterschiede überwinden, Pässe liegen zum Teil auf mehr als 3000 Metern Höhe, Erdrutsche und Lawinen blockieren immer wieder Verbindungen. Einige Teile des Landes sind im Winter weitgehend von der Außenwelt abgeschnitten. Mehrere Verkehrswege aus der Zeit der Sowjetunion werden heute durch Grenzen unterbrochen, so dass bei der Benutzung zum Teil zeitaufwändige Formalitäten zum Grenzübertritt nötig sind. Insbesondere in ländlichen Regionen werden Pferde auch heute intensiv als Verkehrsmittel genutzt.

## Straßen

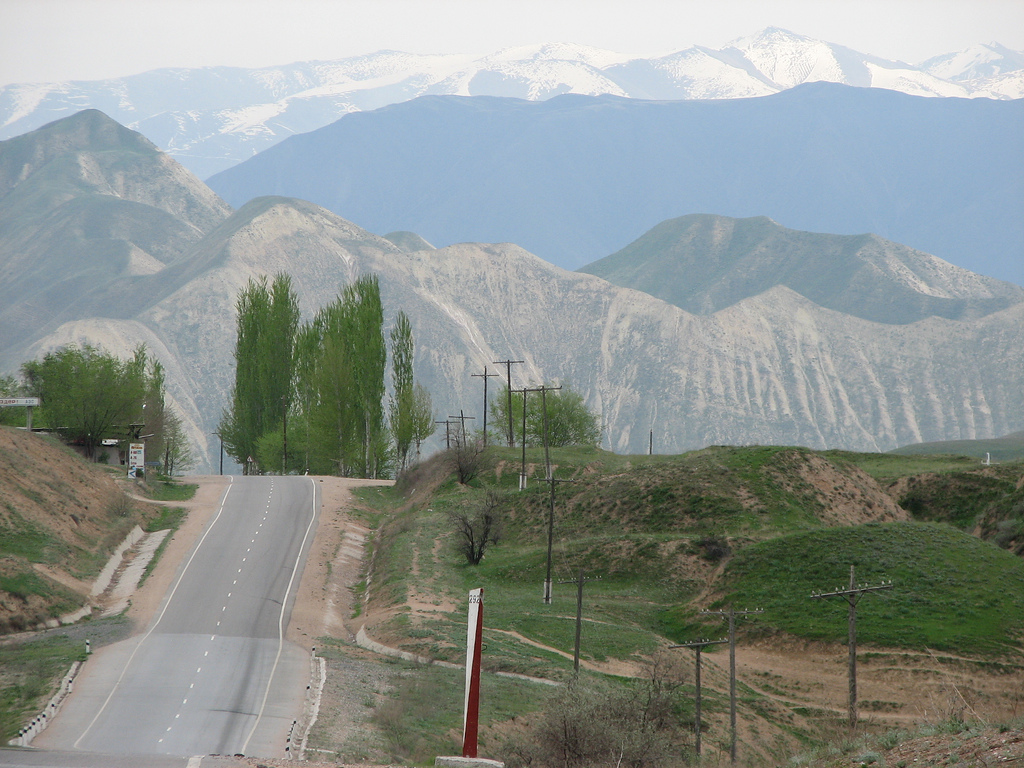
Straße von Bischkek nach Osch

Aufgrund des schwach entwickelten Eisenbahnnetzes und des Fehlens schiffbarer Flüsse wird ein Großteil des Frachtverkehrs – knapp 90 % – auf der Straße abgewickelt.
Kirgisistan verfügt über ein Straßennetz von rund 34.000 Kilometern Länge. Davon gehören 18.810 Kilometer zum staatlichen Straßennetz in der Zuständigkeit des Verkehrsministeriums. Die restlichen Strecken fallen in die Zuständigkeit lokaler Behörden oder sind als Industrie- oder Landwirtschaftsstrecken klassifiziert. 7228 Kilometer werden von offizieller Seite als Straßen mit fester Oberfläche geführt, darunter sind 11 Kilometer Betonoberfläche, 4969 Kilometer sind asphaltiert und 2248 Kilometer sind gepflastert. Bei 9961 Kilometern handelt es sich um geschotterte Straßen und bei 1621 Kilometern um verdichtete Erde.
Durch das Land führen die Europastraßen E40, E60, E125, E007, E010 und E011. Der Pamir Highway verbindet als Teil der M41 über eine Entfernung von 1252 Kilometer die kirgisische Stadt Osch mit dem in der tadschikischen Region Berg-Badachschan gelegenen Chorugh bzw. der tadschikischen Hauptstadt Duschanbe. Osch ist durch den Tien-Schan Highway auch als Teil der M41 mit Bischkek verbunden. Die M39 führt aus Almaty durch Bischkek nach Taschkent und ist eine der wichtigsten Straßenverbindungen Zentralasiens.
Weitere wichtige Fernstraßenverbindungen sind:
- A351: Von Tüp durch das Karkara-Tal zur kasachischen Grenze.
- A361: Von der M41 durch das Talas-Tal über Talas, Kysyl-Adyr und die kasachische Grenze nach Taras in Kasachstan zur M39.
- A363: Einmal um den Yssyk-Köl-See ausgehend von Balyktschy über Karakol.
- A364: Großer Bogen von Barskoon über den Barskaun-Pass, durch ein Tal, wo es einen Abzweig zur Kumtor-Mine gibt, weiter südlich des Sarytschat-Ertasch-Naturreservats, schließlich mündet sie östlich von Karakol in die A351.
- A365: Von Bischkek über Balyktschy, Kotschkor und Naryn zur chinesischen Grenze am Torugart-Pass.
- A366: Stadtrand von Bischkek zum Flughafen Manas.
- A367: Zweigt bei Kotschkor von der A365 nach Westen ab, bei Suusamyr mündet sie dann in die M41.
- A370: Von Ösgön nach Südosten zur chinesischen Grenze am Talgyr-Pass.
- A371: Von Sarytasch bis zur chinesischen Grenze.
- A372: Von der tadschikischen Grenze quer durch das Alai-Tal über Daroot-Korgon bis Sarytasch, wo sie auf die M41 (Pamir Highway) trifft.
- Ohne Nummerierung ist die Fernstraße von Osch über Nookat, Kysyl-Kyja, Kadamdschai, Aidarken, Batken und Isfana nach Sülüktü.
- Auch ohne Nummerierung ist die Straße von Dschalalabat über Kasarman und Dostuk nach Naryn.

Ein großer Teil der Straßenverbindungen sind je nach Wetterlage nur eingeschränkt nutzbar. Das gilt auch für die beiden Straßenverbindungen nach China, den Weg über den Torugart-Pass und den über Irkeschtam, die im Winter häufig unpassierbar werden.
Ein großer Teil des motorisierten Straßenverkehrs wird von Kleinbussen, sogenannten Marschrutkas, getragen, insbesondere innerhalb und zwischen den Städten sowie zwischen diesen und den umliegenden Siedlungen. Zwischen den Großstädten existieren auch Linienbusverbindungen mit größeren Fahrzeugen. In drei Städten des Landes gibt es Oberleitungsbussysteme: in Naryn, Bischkek und Osch
Größtes aktuelles Straßenbauprojekt ist der 2012 begonnene Ausbau der Straße zwischen Bischkek und Osch (Tien-Schan Highway). Das Vorhaben wird von der Asiatischen Entwicklungsbank bezuschusst und soll die wichtigsten Bevölkerungszentren im Norden und Südwesten verbinden. Ein Abzweig soll über einen 3500 Meter hoch gelegenen Pass auch das Tal des Flusses Talas anbinden. Eine Straßenverbindung von Osch nach China befindet sich in einem frühen Diskussionsstatus. Der südliche Teil der Straße um den Yssyk-Köl wird autobahnartig ausgebaut; die Straße von Bischkek nach Balyktschy wurde bereits zu einer Autobahn ausgebaut.

## Flughäfen

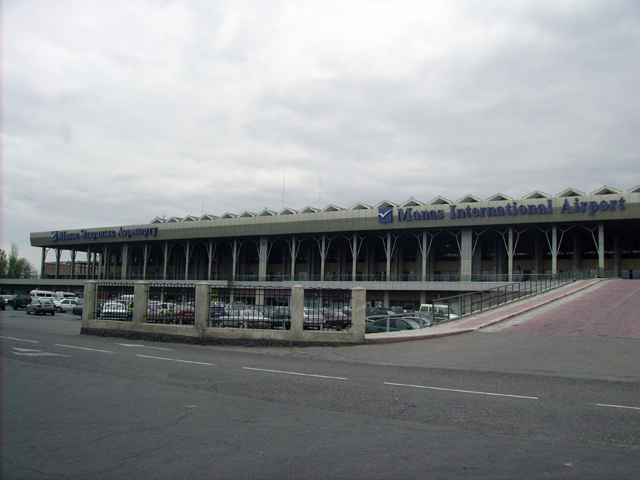
Internationaler Flughafen Manas

Kirgisistan verfügt über vier Flughäfen mit internationaler Anbindung sowie über mehrere Regionalflughäfen.
- Der Flughafen Manas nahe der Hauptstadt Bischkek ist der wichtigste internationale Flughafen mit Linienflügen von und nach Moskau, Taschkent, Duschanbe, Istanbul, Baku und London.
- Vom Flughafen Osch werden ebenfalls internationale Verbindungen, ein täglicher Linienflug nach Manas sowie mehrere weitere Inlandsverbindungen angeboten.
- Der Flughafen Tamtschi-Yssyk-Köl nahe der Stadt Tamtschy am Nordufer des Yssyk-Köl-Sees wird im Sommer von SCAT Airlines aus Almaty angeflogen und wird von Inlandsverbindungen nach Bischkek, Dschalalabad und Osch bedient.
- Der Flughafen Karakol am Ostufer des Yssyk-Köl-Sees wird im Winter von SCAT Airlines mit Almaty verbunden und bietet Inlandsverbindungen an.
- Der Flughafen Dschalal-Abad im Westen des Landes wird täglich von Air Kyrgyzstan, Avia Traffic Company, Air Bishkek und Sky Bishkek mit Bischkek verbunden.
- Der Flughafen Kasarman in Zentralkirgisistan verfügt über Verbindungen nach Dschalalabad, Osch und Bischkek mit Sky Bishkek.
- Der Flughafen Kerben im Westen des Landes verfügt über Verbindungen nach Dschalal-Abad und Bischkek mit Sky Bishkek.
- Der Flughafen Rassakow besitzt weder internationale Grenzkontrollen noch ein Instrumentenlandesystem.  Das einzige angeflogene Flugziel ist der Flughafen Manas.[3]

Zu Zeiten der Sowjetunion gab es rund 50 Flugplätze und Landebahnen, insbesondere zu militärischen Zwecken an der Grenze zu China. Viele von ihnen werden heute noch gelegentlich zu militärischen und zivilen Zwecken genutzt. Einige der bekannten Einrichtungen dieser Art befinden sich nahe den Siedlungen Toktogul (Flughafen Toktogul), Kanysch-Kyja (Flughafen Kanysch-Kyja), Ala-Buka, Sakaldy im Rajon Nooken, Batken (Flughafen Batken), Kysyl-Kyja (Flughafen Kysyl-Kyja), Naryn (Flughafen Naryn), Talas (Flughafen Talas), Pokrowka, Tscholpon-Ata (Flughafen Tscholpon-Ata), Tamga (Flughafen Tamga), Tokmok (Flughafen Tokmok) und Arawan. Der Militärflughafen bei Kant an der Nordgrenze des Landes wird von fest dort stationierten Einheiten der russischen Luftwaffe genutzt.
Insgesamt gibt es in Kirgisistan 21 Flughäfen mit befestigten Start- und Landebahnen und 29 mit unbefestigten Bahnen. Von letzteren sind die meisten nicht mehr in Verwendung (Stand 2012). Seit der Unabhängigkeit ist die Rolle des Luftverkehrs dennoch gewachsen.
Alle kirgisischen Fluggesellschaften haben Landeverbot in der EU. Bei der zuständigen Behörde sind 22 Fluggesellschaften registriert, davon 3 Frachtfluggesellschaften, 9 Passagierfluggesellschaften und 10 Spezialfluggesellschaften wie die ehemalige Golden Rule Airlines. Nur 10 von ihnen haben gültige Zertifikate. Die Fluggesellschaften besaßen 2018 34 Luftfahrzeuge, davon 15 flugfähige, 19 nicht flugfähige Flugzeuge und 3 Helikopter. Die größten kirgisischen Fluggesellschaften sind u. a. TezJet Air, Avia Traffic Company und Air Manas. Der größte Teil des Luftverkehrs wird von ausländischen Gesellschaften bewältigt, insgesamt sind 32 von 37 dort tätigen Fluggesellschaften ausländisch.

## Eisenbahn

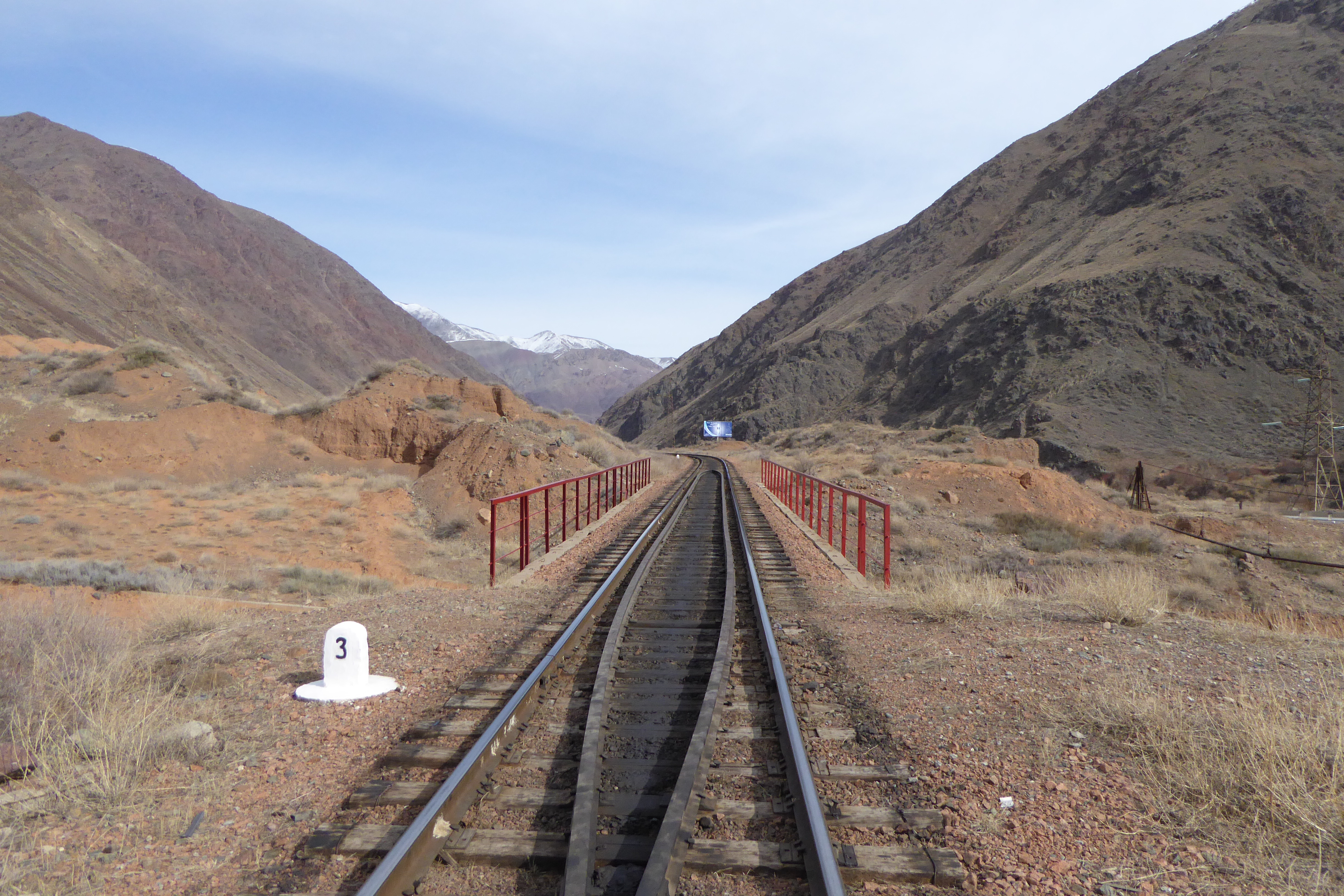
Bahnstrecke Bischkek-Balyktschy

Die kirgisische Staatsbahn Kyrgys Temir Dscholu ist für Bau und die Unterhalt sämtlicher Schienenwege in Kirgistan verantwortlich. Allerdings ist das Schienennetz mit insgesamt rund 370 Kilometern Länge sehr schwach entwickelt und hat nur eine geringe wirtschaftliche Bedeutung. Wichtigste Trassen sind die Bahnstrecke Bischkek–Balyktschy und die Bahnstrecke Lugowoi–Bischkek.
Das heutige Schienennetz basiert im Wesentlichen auf den Strukturen aus der Zeit der Sowjetunion und verwendet weiterhin deren Spurweite von 1520 Millimetern. Das staatliche Fernbahnnetz der Sowjetunion hatte Endpunkte der Turkestan-Sibirischen Eisenbahn im Flusstal des Tschüi im Norden der damaligen Sowjetrepublik und im südlichen Ferghanatal. Die einstige Verwendung für große Frachtvolumina in Richtung Taschkent, Almaty und verschiedener russischer Städte ist heute kaum noch üblich.
Direkte Schienenverbindungen zu Nachbarstaaten bestehen ausschließlich von der Hauptstadt Bischkek nach Kasachstan und von Osch nach Usbekistan. Der Neubau von Bahnverbindungen aus Balyktschy im Norden und Osch im Westen nach China werden gelegentlich diskutiert, wären aber mit großen Investitionen verbunden.

## Pipelines
Kirgisistan verfügt über ein rudimentär ausgebautes System von Pipelines. 2006 wurden von staatlicher Seite 16 Kilometer Ölpipelines und 367 Kilometer Rohrsysteme zum Transport von Erdgas verzeichnet, von denen 167 Kilometer erst drei Jahre zuvor im Rahmen eines Ausbauprogramms entstanden waren.

## Schifffahrt

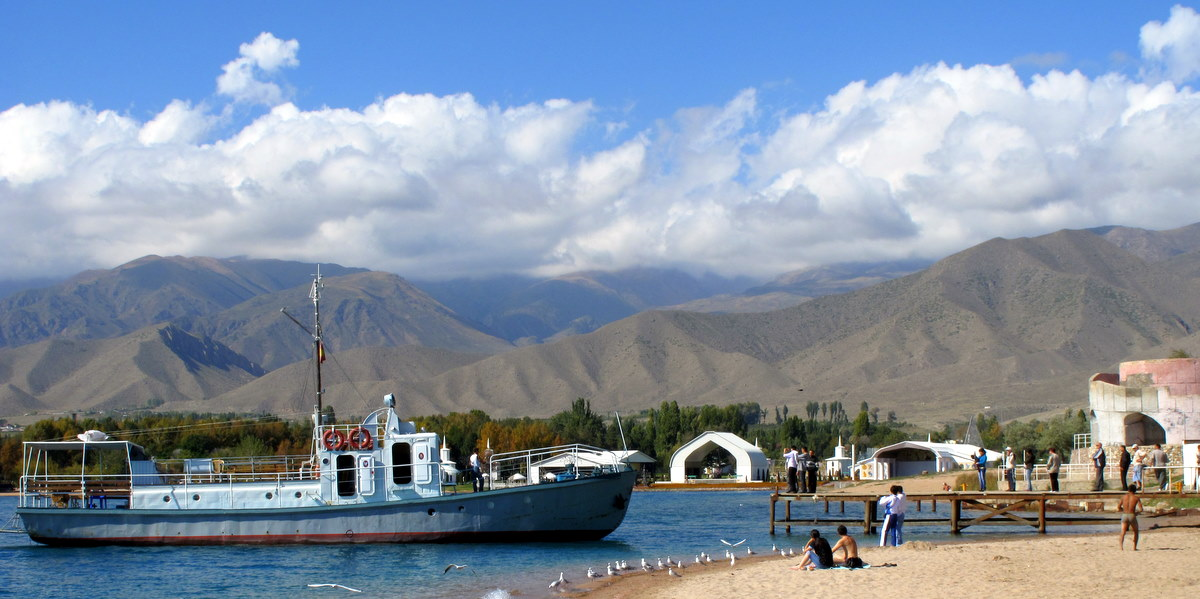
Schiffsverkehr auf dem Yssyk-Köl

Keiner der kirgisischen Flüsse ist schiffbar. Der einzige Hafen des Landes befindet sich in der Stadt Balyktschy am See Yssyk-Köl. Auf diesem Gewässer findet die einzige nennenswerte Frachtschifffahrt statt. Ihr Umfang hat gegenüber den Zeiten der Sowjetunion erheblich nachgelassen. Wenige Passagierfähren verkehren auf dem Yssyk-Köl.